# خواجة دة
خواجة دة هي قرية في مقاطعة ميانة، إيران. عدد سكان هذه القرية هو 191 في سنة 2006.